# Liobakirche
Liobakirche werden Kirchen mit Patrozinium der heiligen Lioba von Tauberbischofsheim genannt.
- St. Lioba (Bad Liebenzell)
- St. Lioba (Eichel/Hofgarten) im Wertheimer Stadtteil Eichel/Hofgarten
- St. Lioba (Leingarten)
- St. Lioba (Lengfeld) im Würzburger Stadtteil Lengfeld
- St. Lioba (Mannheim-Käfertal)
- St. Thekla und St. Lioba (Prichsenstadt) im unterfränkischen Prichsenstadt
- St.-Lioba-Kirche (Tauberbischofsheim)

Siehe auch:
- Kloster St. Lioba (Freiburg im Breisgau)
- St. Peter (Petersberg) auf dem osthessischen Petersberg. Diese ist zwar dem Heiligen Petrus geweiht, wird aber allgemein als Liobakirche bezeichnet, weil hier die Gebeine der Heiligen Lioba ruhen